# Édouard Adolphe Casimir Joseph Mortier

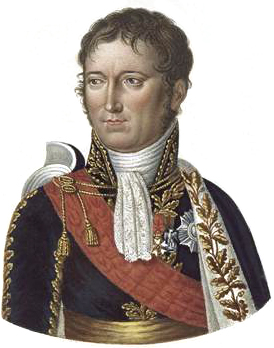
Adolphe Édouard Casimir Joseph Mortier (1768–1835)

Édouard Adolphe Casimir Joseph Mortier (13. února 1768 Le Cateau-Cambrésis – 28. července 1835 Paříž) byl francouzský maršál a později získal titul vévoda z Trevisa.

## Život
Mortier působil v období prvního císařství, restaurace a červencové monarchie. Byl synem bohatého obchodníka suknem, který i vstoupil do politiky a účastnil se za třetí stav v roce 1789 zasedání generálních stavů. Budoucí maršál studoval v Douai na Collège Irlandais a roku 1789 vstoupil do národní gardy. Roku 1791 pak do pluku dobrovolníků francouzské armády a byl zvolen kapitánem. Bojoval roku 1792 u Quévrainu, a Jemappes v následujícím roce u Neerwinden, Hondschoote, roku 1794 u Fleurus. Byl při obsazení Namuru (1793) a Maastrichtu (1794) pak v roce 1795 se vyznamenal pod maršálem Lefebvrem a generálem Kléberem u Altenkirchen a Friedbergu.
V roce 1799 povýšen na brigádního generála a bojoval u Liptringen a Stockachu a poté převelen do Švýcarska k Massenově armádě, kde po bitvě u Curychu byl povýšen na divizního generála (1799) a velel 4. pěší divizi. Roku 1800 pak velel jedné z pařížských posádek. Po vypuknutí válečného stavu s Velkou Británií roku 1803 obsadil Hannoversko a dalším rokem se stal se vrchním velitelem dělostřelectva. Téhož roku 1804 byl jmenován maršálem císařství. V roce 1805 během postupu podél Dunaje vedl 2. sbor (levobřežní) a zanedbal průzkum což se mu vymstilo u Dürnsteinu, kde s Gazanovou divizí byl nucen svést ústupový boj proti čtyřnásobné převaze Rusů (Kutuzov, Miloradovič, Dochturov).
V době bitvy u Slavkova velel silám kryjícím Vídeň. Roku 1806 obsadil 1. listopadu Hesensko a poté hanzovní města a v roce 1807 porazil švédský sbor u Anklamu 16. a 17. dubna. V bitvě u Friedlantu 14. června 1807 velel levému křídlu francouzské armády. V roce 1808 obdržel titul vévoda z Trevisa a byl odvelen do Španělska, kde se svým sborem bojoval u Somosiery a roku 1809 s Lannesem dobyl Zaragozu, zvítězil v bitvě u Ocasia (19. listopadu 1809) a podpořil Soulta u Bajadozu. Později zvítězil v bitvě u Gebory (19. února 1811) aby roku 1812 se účastnil ruského tažení, kde při ústupu svými útoky získal čas k dokončení Napoleonova manévru, umožňujícímu záchranu armády na Berezině. V následujícím roce pak velel mladé gardě a v jejím čele bojoval u Lützenu, Budyšína, Drážďan, Lipska a Hanau. V roce 1814 bránil s Marmontem Paříž. 8. dubna 1814 se podřídil Ludvíkovi XVIII. a byl jmenován pairem.
Při návratu Napoleona z Elby doprovodil Mortier krále do Gentu, byl jím zbaven přísahy a ještě v březnu 1815 se opět přidal k Napoleonovi. Z jeho rozkazu provedl inspekci pevnostních zařízení na severní a západní hranici. Při druhé restauraci byl jmenován členem soudního tribunálu, který měl soudit maršála Neye, což však odmítl. Byl za to zbaven titulu paira, ale od roku 1819 opět v komoře pairů zasedal. Po červencovém převratu byl v letech 1830–1831 vyslancem Francie v Sankt Petěrburgu. Roku 1833 byl králem, Ludvíkem Filipem jmenován velkokancléřem Čestné legie a 18. listopadu 1834 se stal ministrem války Francie a současně ministerským předsedou. Ve funkci však zůstal jen tři měsíce (20. února 1835 demise). Při přehlídce vojska 28. července 1835 byl členem doprovodu krále, na kterého spáchal Joseph Fieschi na Boulevardu du Temple atentát pekelným strojem. Výbuchem bylo zabito 12 lidí (další zemřeli následkem zranění). Král byl jen lehce raněn na čele, ale mezi mrtvými byl maršál Mortier. Je pohřben v dómu Invalidovny blízko Napoleonovy hrobky. V jeho rodném městě stojí Mortierův památník a v Lille je jeho socha. Maršál Mortier byl ze všech Napoleonových maršálů nejvyšší postavy – měřil 195 cm a byl v armádě znám pod přezdívkou Grand mortier – Velký moždíř.